# Vol au-dessus de Vienne

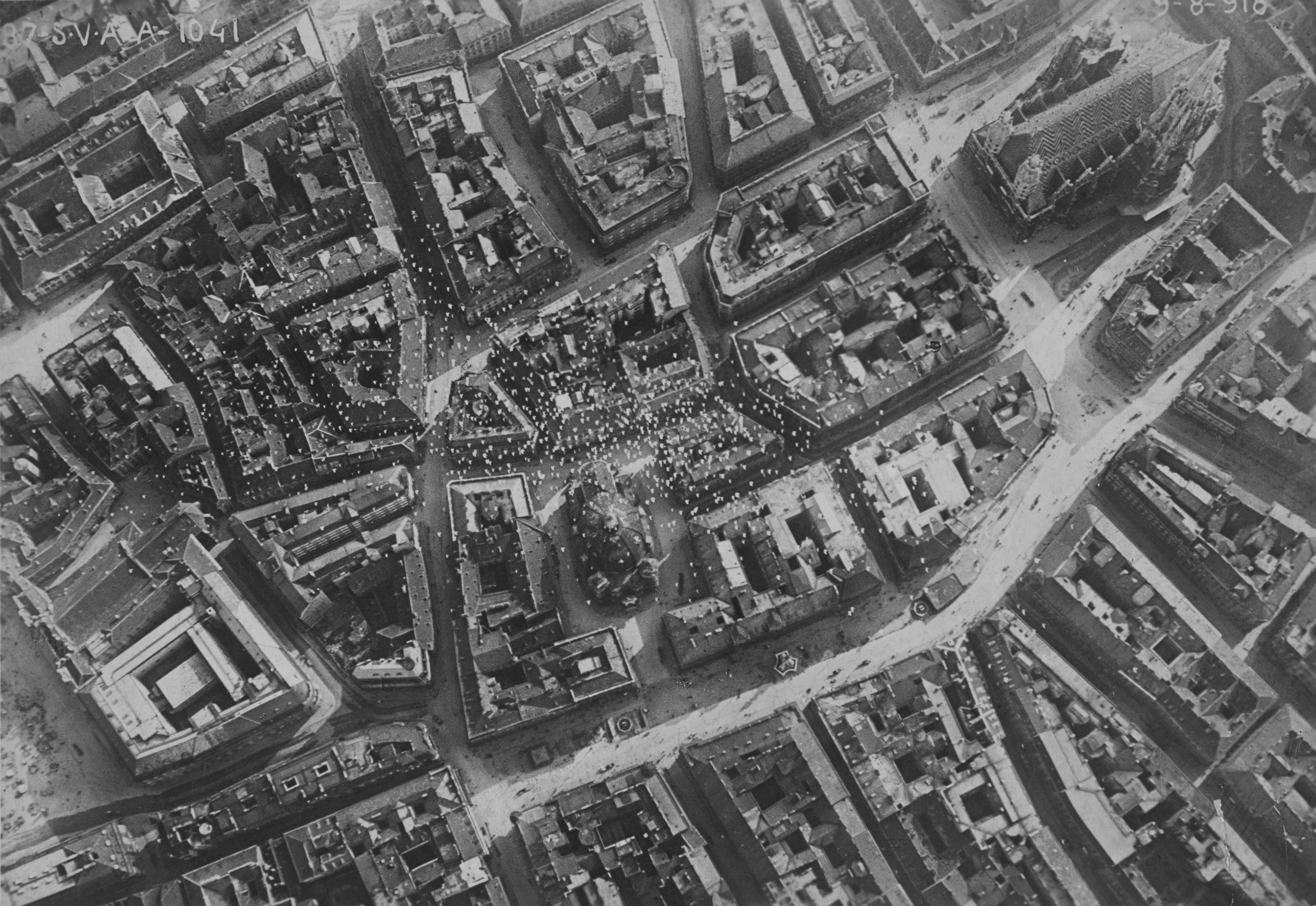
Gli SVA a lancé des affiches à une altitude de 800 mètres. En haut à droite se trouve la Cathédrale Saint-Étienne de Vienne.

Le vol au-dessus de Vienne du 9 août 1918, également connu sous le nom de « vol fou », est un vol effectué par la 87e escadrille d'avions Ansaldo SVA, baptisé « La Sérénissime », conçu par le poète italien Gabriele D'Annunzio, au cours duquel des milliers d'affiches tricolores contenant une exhortation provocatrice à la capitulation et à la fin de la guerre ont été lancées dans le ciel de Vienne.

## Contexte

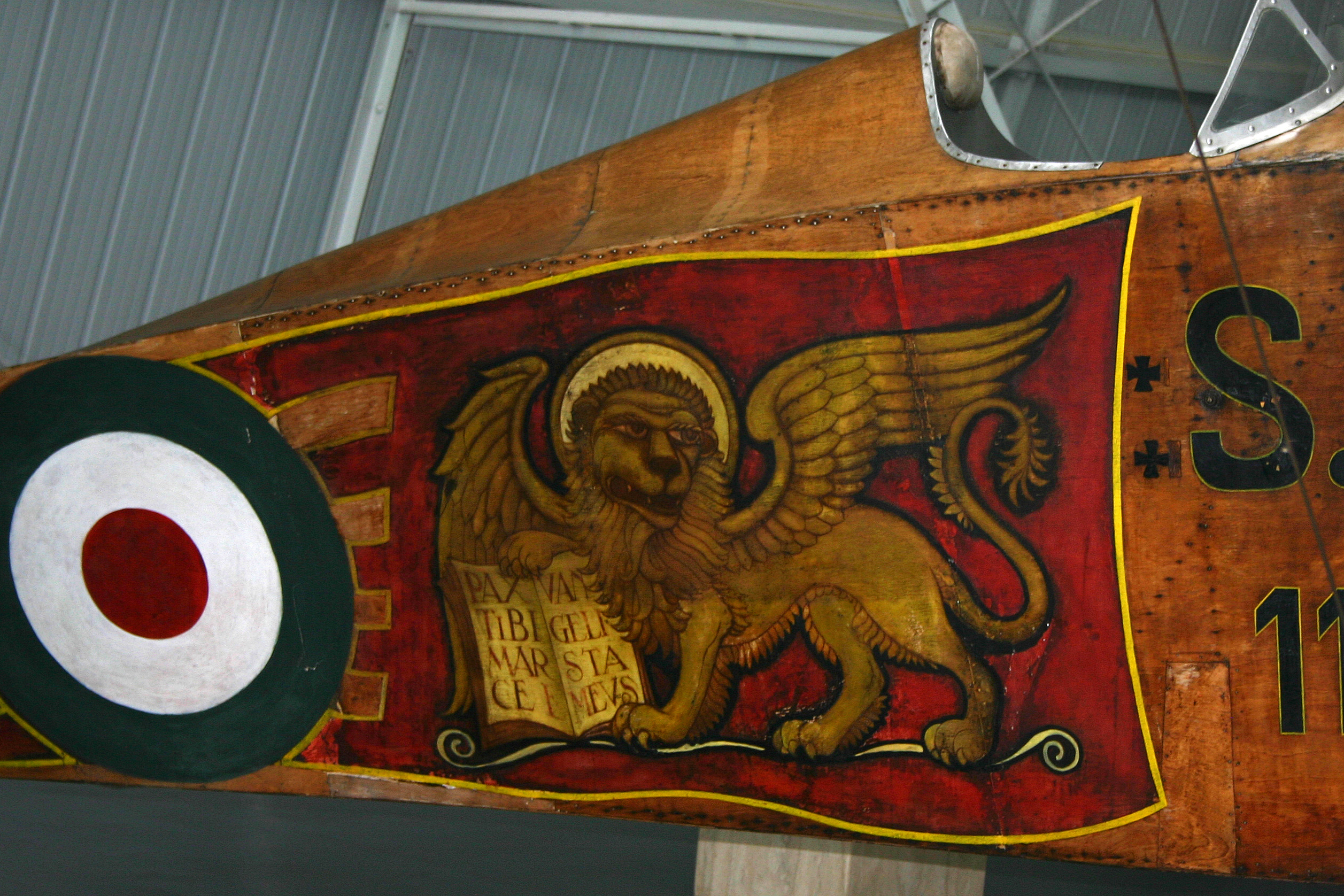
Le Lion de Saint-Marc, symbole de la 87e escadrille d'avions.

Le vol avait été prévu par Gabriele D'Annunzio lui-même plus d'un an auparavant, mais des difficultés techniques et politiques, liées principalement au problème de l'autonomie de l'avion pour un vol de mille kilomètres et au risque que le poète se retrouve aux mains de l'ennemi, avec des conséquences incommensurables en termes de propagande, avaient incité le commandement suprême à refuser d'abord l'accord, puis à ordonner prudemment des vols d'essai. Le 4 septembre 1917, D'Annunzio effectue un vol de dix heures et de 1 000 kilomètres dans un Caproni Ca.3 piloté par les lieutenants (tenenti) Pagliano et Gori sans problème particulier, mais, juste avant son prochain départ pour Vienne, l'autorisation lui est définitivement refusée. En réalité, D'Annunzio avait déjà envisagé le problème de l'autonomie de vol, en le soumettant aux techniciens de Pomilio, l'usine turinoise qui construisait alors le SVA. Le problème avait été brillamment résolu, par une série de petites modifications aérodynamiques et structurelles, par Ugo Zagato, un jeune contremaître de Pomilio, destiné à devenir un protagoniste de l'histoire de l'automobile.("fauteuil incendiaire")

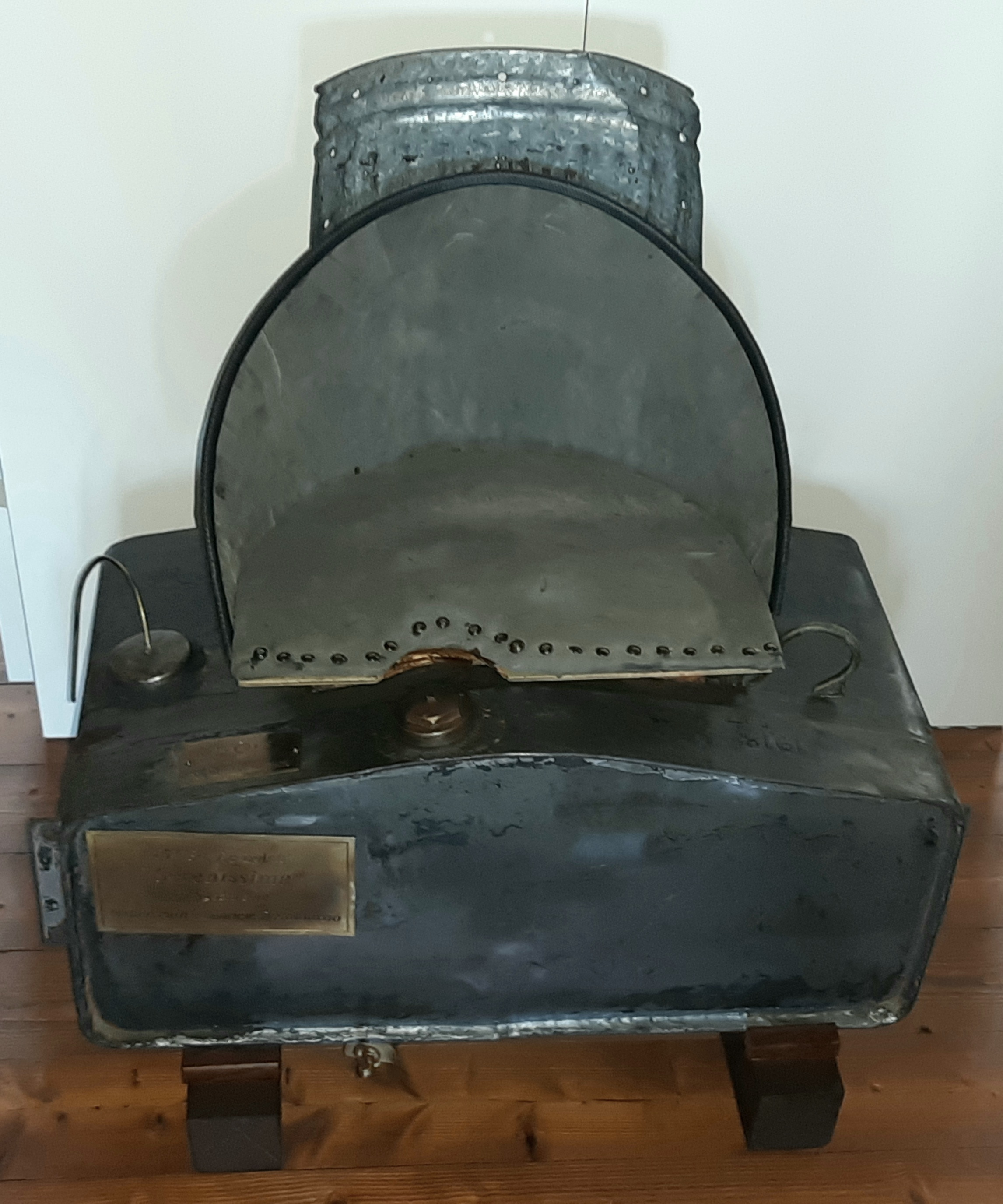
La "seggiola incendiaria" ("fauteuil incendiaire"): un réservoir supplémentaire avec une chaise intégrée pour accueillir Gabriele D'Annunzio et lui permettre de réaliser l'exploit au-dessus de Vienne.

Comme D'Annunzio n'avait pas de licence de pilote, il a fallu préparer un avion biplace du SVA. Cependant, l'avion modifié a été détruit dans un accident banal quelques jours avant l'exploit. Le poète ne se décourage pas et réussit à faire modifier un deuxième appareil dans les ateliers Ansaldo (SVA est l'acronyme de Savoia, Verduzio Ansaldo, des noms des deux concepteurs et du constructeur), préparé en un temps record par Giuseppe Brezzi, modifiant le réservoir de carburant en forme de siège (rebaptisé "seggiola incendiaria"). Le SVA modifié, piloté par le capitaine Natale Palli, a ainsi pu prendre part au "vol fou". Ainsi, l'autorisation nécessaire à l'exploit a pris la forme d'un message bizarre qui aurait puisé dans le d'Annunzioanisme (la mode de l'époque) :

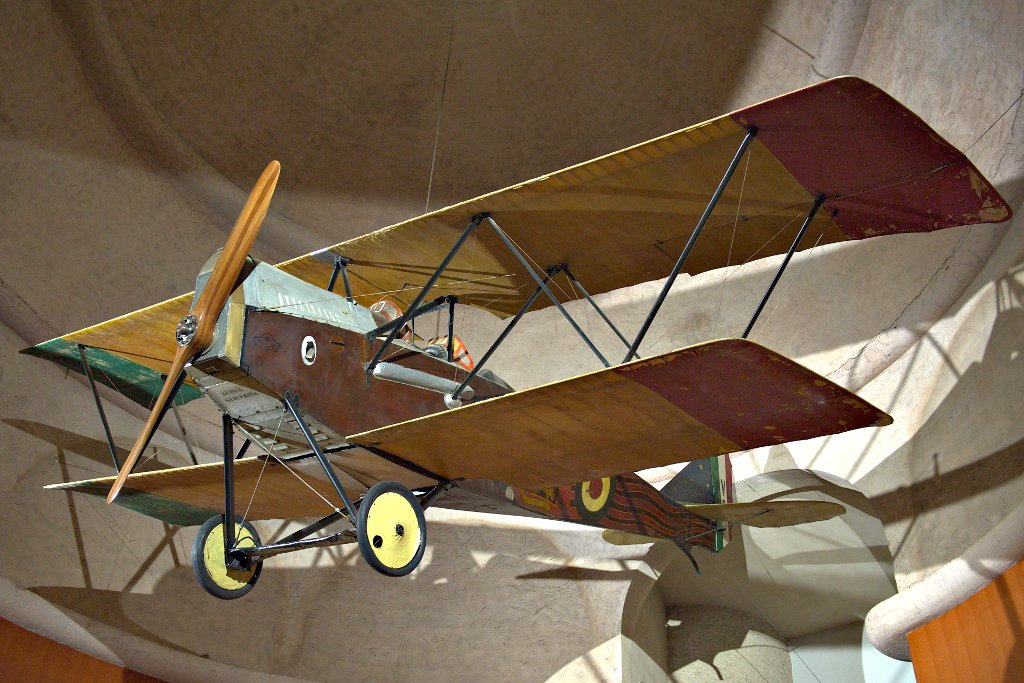
Le SVA di D'Annunzio de D'Annunzio conservée au Vittoriale.

« Il volo avrà carattere strettamente politico e dimostrativo; è quindi vietato di recare qualsiasi offesa alla città [...] Con questo raid l'ala d'Italia affermerà la sua potenza incontrastata sul cielo della capitale nemica.
Sarà vostro Duce il Poeta, animatore di tutte le fortune della Patria, simbolo della potenza eternamente rinnovatrice della nostra razza.
Questo annunzio sarà il fausto presagio della Vittoria »
Traduction :
"Le vol aura un caractère strictement politique et démonstratif ; il est donc interdit de provoquer une quelconque offense à la ville [...] Par ce raid, l'aile d'Italie affirmera son pouvoir incontesté sur le ciel de la capitale ennemie.
Votre Duce sera le Poète, animateur de toutes les fortunes de la Patrie, symbole de la puissance éternellement rénovatrice de notre race.
Cette annonce sera de bon augure pour la victoire".
Une première tentative a eu lieu le 2 août, mais en raison du brouillard rencontré dans les Alpes et la vallée du Pô, les treize avions qui y participaient ont dû abandonner la tentative ; sept avions ont réussi à rentrer à la base, tandis que d'autres ont été contraints d'atterrir dans des champs différents et trois avions étaient même inutilisables. Une deuxième tentative a été faite le 8 août, mais le vent de face a de nouveau fait échouer l'entreprise. Après ces deux échecs, le projet de D'Annunzio risquait fort d'être reporté à un avenir indéfini et de toute façon très lointain; D'Annunzio réussit toutefois à faire en sorte que le vol ait lieu le lendemain, également pour profiter pleinement de " l'effet de surprise ", déjà partiellement compromis après que le lieutenant Censi ait jeté une énorme quantité de tracts en territoire autrichien pour alléger la charge de l'avion.

## Le vol
Comme il avait reçu l'ordre de ne pas continuer si la formation était réduite à moins de cinq SVA en route, à l'aube du 9 août, D'Annunzio a convoqué ses pilotes les plus fiables au hangar: Natale Palli, Antonio Locatelli, Gino Allegri, Daniele Minciotti, Aldo Finzi, Piero Massoni, Giuseppe Sarti, Ludovico Censi et Giordano Bruno Granzarolo, en leur faisant prêter un serment solennel :
« Se non arriverò su Vienna, io non tornerò indietro. Se non arriverete su Vienna, voi non tornerete indietro. Questo è il mio comando. Questo è il vostro giuramento. I motori sono in moto. Bisogna andare. Ma io vi assicuro che arriveremo. Anche attraverso l'inferno. Alalà! »
Traduction :
« Si je ne vais pas à Vienne, je ne reviendrai pas. Si vous ne vous rendez pas à Vienne, vous ne reviendrez pas. C'est mon commandement. C'est votre serment. Les moteurs sont en marche. Nous devons partir. Mais je vous assure que nous y arriverons. Même en enfer. Hourra ! »
Enfin, à 5h50, les huit appareils (sept SVA monoplaces et un SVA biplace modifié, piloté par le capitaine Palli, dans lequel se trouvait D'Annunzio, ont décollé de l'aérodrome de San Pelagio (dans la municipalité de Due Carrare, Padoue).
Le lieutenant Giuseppe Sarti, contraint d'atterrir en raison d'un problème de moteur, se pose sur le terrain de Wiener Neustadt et met le feu à l'appareil avant d'être fait prisonnier par des officiers autrichiens.

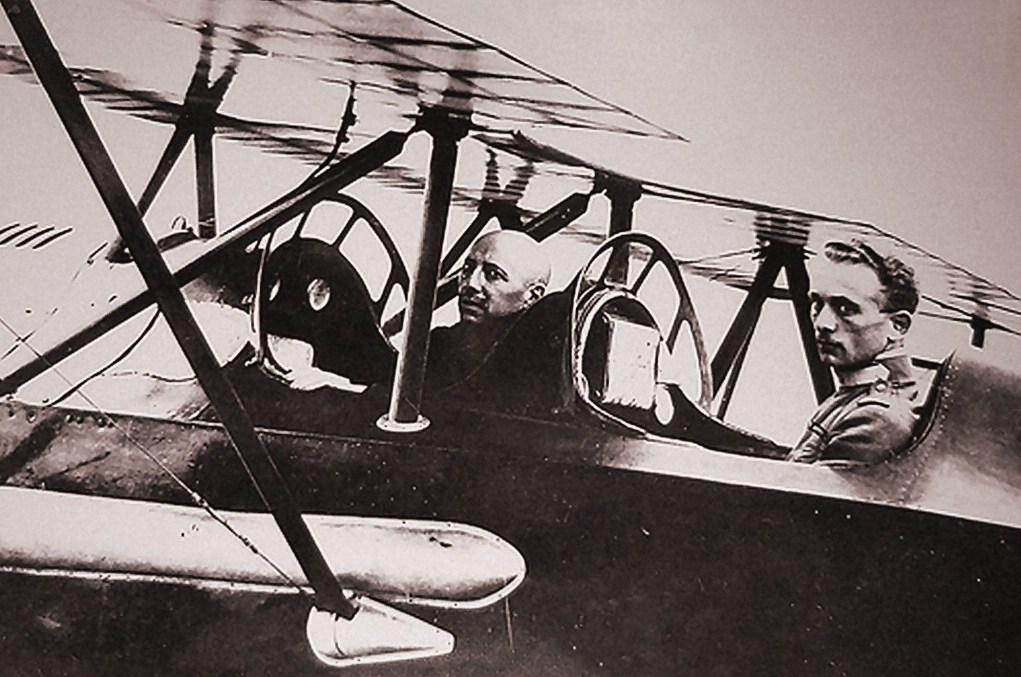
D'Annunzio et Palli dans le SVA modifié, photographie d'Attilio Prevost, 9 août 1918.

Les sept avions survivants, cependant, ont poursuivi leur vol vers la capitale autrichienne, organisés en formation en coin et dirigés par les pilotes suivants: le capitaine Natale Palli et le commandant Gabriele D'Annunzio, le lieutenant Ludovico Censi, le lieutenant Aldo Finzi, le lieutenant Giordano Bruno Granzarolo, le lieutenant Antonio Locatelli, le lieutenant Pietro Massoni et le sous-lieutenant Girolamo Allegri, connu sous le nom de "Fra Ginepro" en raison de sa barbe épaisse. Après avoir survolé la vallée de la Drave, les montagnes de Carinthie, et enfin les villes de Reichenfels, Kapfenberg et Neuberg, sans aucune embuscade de la part de l'aviation autrichienne (seuls deux chasseurs autrichiens qui avaient repéré la formation se sont précipités à terre pour avertir le commandement, mais n'ont pas été crus), et en surmontant des formations orageuses, la formation italienne atteint Vienne en groupe compact à 9h20, tandis que dans les rues et sur les places en contrebas, une grande foule se rassemblait, craignant la présence des avions. Grâce à la clarté du ciel, la formation a pu descendre à moins de 800 mètres d'altitude et lancer 50 000 exemplaires d'un tract en italien préparé par D'Annunzio qui disait :
« In questo mattino d'agosto, mentre si compie il quarto anno della vostra convulsione disperata e luminosamente incomincia l'anno della nostra piena potenza, l'ala tricolore vi apparisce all'improvviso come indizio del destino che si volge.
Si volge verso di noi con una certezza di ferro. È passata per sempre l'ora di quella Germania che vi trascina, vi umilia e vi infetta.
La vostra ora è passata. Come la nostra fede fu la più forte, ecco che la nostra volontà predomina e predominerà sino alla fine. I combattenti vittoriosi del Piave, i combattenti vittoriosi della Marna lo sentono, lo sanno, con una ebbrezza che moltiplica l'impeto. Ma, se l'impeto non bastasse, basterebbe il numero; e questo è detto per coloro che usano combattere dieci contro uno. L'Atlantico è una via che già si chiude; ed è una via eroica, come dimostrano i nuovissimi inseguitori che hanno colorato l'Ourcq di sangue tedesco.
Sul vento di vittoria che si leva dai fiumi della libertà, non siamo venuti se non per la gioia dell'arditezza, non siamo venuti se non per la prova di quel che potremmo osare e fare quando vorremo, nell'ora che sceglieremo.
Il rombo della giovane ala italiana non somiglia a quello del bronzo funebre, nel cielo mattutino.
Tuttavia la lieta audacia sospende fra Santo Stefano e il Graben una sentenza non revocabile, o Viennesi.
Viva l'Italia! »
Traduction :
"En ce matin d'août, alors que s'achève la quatrième année de votre convulsion désespérée et que s'ouvre avec éclat l'année de notre pleine puissance, l'aile tricolore vous apparaît soudain comme le signe du tournant des destinées.
Il se tourne vers nous avec une certitude de fer. Le temps de cette Allemagne qui vous tire vers le bas, vous humilie et vous infecte est révolu pour toujours.
Votre temps est passé. Tout comme notre foi était la plus forte, notre volonté prévaut et prévaudra jusqu'à la fin. Les combattants victorieux du Piave, les combattants victorieux de la Marne le sentent, le savent, avec une ivresse qui multiplie l'élan. Mais si l'élan n'était pas suffisant, le nombre le serait aussi ; et ceci est dit pour ceux qui ont l'habitude de se battre à dix contre un. L'Atlantique est une voie qui se ferme déjà ; et c'est une voie héroïque, comme le montrent les tout nouveaux poursuivants qui ont coloré l'Ourcq de sang allemand.
Sur le vent de la victoire qui monte des fleuves de la liberté, nous ne sommes venus que pour la joie de l'audace, nous ne sommes venus que pour la preuve de ce que nous pourrions oser et faire quand nous le voulons, à l'heure que nous choisissons.
Le rugissement de la jeune aile italienne ne ressemble pas à celui du bronze funéraire dans le ciel du matin.
Cependant, l'heureuse audace suspend entre Saint-Étienne et le Graben une sentence irrévocable, ô Viennois.
Vive l'Italie!"
Le texte de D'Annunzio a été jugé par Ferdinando Martini comme manquant d'efficacité et impossible à rendre correctement en allemand :
"« Quando D'Annunzio fece le sue prime prove come soldato, la gente, poco fidando nel suo valore o nella sua bellica abilità, disse: "Scriva e non faccia". Ora io dico di lui, dopo altre molte prove: "Faccia e non scriva"»
(Ferdinando Martini)
Traduction :
"Lorsque D'Annunzio a fait ses premiers essais comme soldat, les gens, n'ayant pas confiance en sa vaillance ou en ses capacités guerrières, lui ont dit : "Écris et ne fais pas". Maintenant, je dis de lui, après bien d'autres essais : 'Fais et n'écris pas'".
(Ferdinando Martini).
C'est pourquoi 350 000 exemplaires d'un deuxième dépliant, plus pratique et plus efficace, rédigé par Ugo Ojetti et traduit en allemand, ont également été lancés :
| VIENNESI! Imparate a conoscere gli italiani. Noi voliamo su Vienna, potremmo lanciare bombe a tonnellate. Non vi lanciamo che un saluto a tre colori: i tre colori della libertà. Noi italiani non facciamo la guerra ai bambini, ai vecchi, alle donne. Noi facciamo la guerra al vostro governo nemico delle libertà nazionali, al vostro cieco testardo crudele governo che non sa darvi né pace né pane, e vi nutre d'odio e d'illusioni. VIENNESI! Voi avete fama di essere intelligenti. Ma perché vi siete messi l'uniforme prussiana? Ormai, lo vedete, tutto il mondo s'è volto contro di voi. Volete continuare la guerra? Continuatela, è il vostro suicidio. Che sperate? La vittoria decisiva promessavi dai generali prussiani? La loro vittoria decisiva è come il pane dell'Ucraina: si muore aspettandola. POPOLO DI VIENNA, pensa ai tuoi casi. Svegliati! VIVA LA LIBERTÀ! VIVA L'ITALIA! VIVA L'INTESA! |

| Version en allemand : WIENER! Lernt die Italiener kennen. Wenn wir wollten, wir könnten ganze Tonnen von Bomben auf eure Stadt hinabwerfen, aber wir senden euch nur einen Gruss der Trikolore, der Trikolore der Freiheit. Wir Italiener führen den Krieg nicht mit den Bürgern, Kindern, Greisen und Frauen. Wir führen den Krieg mit eurer Regierung, dem Feinde der nationalen Freiheit, mit euren blinden, starrköpfigen und grausamen Regierung, die euch weder Brot noch Frieden zu geben vermag und euch nur mit Hass und trügerischen Hoffnungen füttert. WIENER! Man sagt von euch, dass ihr intelligent seid, jedoch seitdem ihr die preussische Uniform angezogen habt ihr seid auf das Niveau eines Berliner-Grobians herabgesunken, und die ganze Welt hat sich gegen euch gewandt. Wollt ihr den Krieg fortführen? Tut es, wenn ihr Selbstmord begehen wollt. Was höfft ihr? Den Entscheidungssieg, den euch die preussische Generale versprochen haben? Ihr Entscheidungssieg ist wie das Brot aus der Ukraina: Man erwartet es und stirbt bevor es ankommt. Bürger Wiens! Bedenkt was euch erwartet und erwacht! HOCH LEBE DIE FREIHEIT! HOCH LEBE ITALIEN! HOCH LEBE DIE ENTENTE! |

Traduction:
| Traduction en français : VIENNOIS! Apprenez à connaître les Italiens. On survole Vienne, on pourrait larguer des bombes à la tonne. Nous ne pouvons que vous adresser un salut tricolore : les trois couleurs de la liberté. Nous, les Italiens, ne faisons pas la guerre aux enfants, aux vieillards, aux femmes. Nous faisons la guerre à votre gouvernement, l'ennemi des libertés nationales, votre gouvernement aveugle, têtu, cruel, qui ne sait vous donner ni la paix ni le pain, et vous nourrit de haine et d'illusions. VIENNOIS! Vous avez une réputation d'intelligence. Mais pourquoi avez-vous mis l'uniforme prussien ? Vous voyez, le monde entier s'est retourné contre vous. Voulez-vous continuer la guerre ? Vas-y, c'est ton suicide. Qu'est-ce que vous espérez ? La victoire décisive que vous ont promise les généraux prussiens ? Leur victoire décisive est comme le pain de l'Ukraine : on meurt en l'attendant. PEUPLES DE VIENNE, pensez à vos affaires. Réveillez-vous ! VIVE LA LIBERTÉ! VIVE L'ITALIE! VIVE L'ENTENTE! |

## Événements ultérieurs
Après avoir déposé les affiches, la formation a pris le chemin du retour, en choisissant une route différente de celle empruntée à l'aller afin d'éviter les attaques anti-aériennes. Après avoir traversé les Alpes, la formation aérienne a survolé Ljubljana, Trieste et Venise, où D'Annunzio a choisi de déposer un message de vœux pour informer l'amiral et le maire de l'heureuse issue de l'exploit. Enfin, à 12h40, les avions sont rentrés au terrain de San Pelagio après avoir parcouru 1 000 kilomètres en sept heures et dix minutes, et plus de 800 kilomètres au-dessus du territoire autrichien au mépris de toutes les adversités balistiques et aériennes. Un communiqué officiel du Commandement suprême rapporte :
« Zona di guerra, 9 agosto 1918. Una pattuglia di otto apparecchi nazionali, un biposto e sette monoposti, al comando del maggiore D'Annunzio, ha eseguito stamane un brillante raid su Vienna, compiendo un percorso complessivo di circa 1.000 chilometri, dei quali oltre 800 su territorio nemico. I nostri aerei, partiti alle ore 5:50, dopo aver superato non lievi difficoltà atmosferiche, raggiungevano alle ore 9:20 la città di Vienna, su cui si abbassavano a quota inferiore agli 800 metri, lanciando parecchie migliaia di manifesti.
Sulle vie della città era chiaramente visibile l'agglomeramento della popolazione.
I nostri apparecchi, che non vennero fatti segno ad alcuna reazione da parte del nemico, al ritorno volarono su Wiener-Neustadt, Graz, Lubiana e Trieste. La pattuglia partì compatta, si mantenne in ordine serrato lungo tutto il percorso e rientrò al campo di aviazione alle 12:40.
Manca un solo nostro apparecchio che, per un guasto al motore, sembra sia stato costretto ad atterrare nelle vicinanze di Wiener-Neustadt. »
Traduction :
« Zone de guerre, 9 août 1918. Une patrouille de huit avions italiens, un biplace et sept monoplaces, sous le commandement du commandant D'Annunzio, a effectué ce matin un brillant raid sur Vienne, couvrant une distance totale d'environ 1 000 kilomètres, dont plus de 800 au-dessus du territoire ennemi. Nos avions, qui ont décollé à 5 h 50, après avoir surmonté des difficultés atmosphériques non négligeables, ont atteint la ville de Vienne à 9 h 20, au-dessus de laquelle ils sont descendus à une altitude de moins de 800 mètres, lâchant plusieurs milliers d'affiches.
Dans les rues de la ville, l'agglomération de la population était clairement visible.
Nos avions, qui n'ont pas reçu de réaction de l'ennemi, ont survolé Wiener-Neustadt, Graz, Ljubljana et Trieste. La patrouille a décollé de manière compacte, s'est maintenue en ordre serré tout au long du trajet et est revenue à l'aérodrome à 12h40.
Seul un de nos avions manque à l'appel, qui, en raison d'une panne de moteur, semble avoir été contraint d'atterrir dans les environs de Wiener-Neustadt. »
D'Annunzio aussi, exalté par le succès de son entreprise, envoie le télégramme suivant à la Gazzetta del Popolo de Turin :
« Non ho mai sentito tanto profondo l'orgoglio di essere italiano. Fra tutte le nostre ore storiche, questa è veramente la più alta…Solo oggi l'Italia è grande, perché solo oggi l'Italia è pura fra tante bassezze di odii, di baratti, di menzogne ».
Traduction:
« Je ne me suis jamais senti aussi fier d'être italien. De toutes nos heures historiques, celle-ci est vraiment la plus haute... Ce n'est qu'aujourd'hui que l'Italie est grande, parce que ce n'est qu'aujourd'hui que l'Italie est pure au milieu de tant de bassesse de haine, de troc et de mensonge ».
Le survol de Vienne, bien que militairement inoffensif, a eu un énorme impact moral, psychologique et de propagande en Italie et à l'étranger, et a considérablement compromis l'opinion publique dans l'Empire des Habsbourg. La presse autrichienne elle-même s'est félicitée de l'"incursion sans défense" (comme on l'appelait) des avions italiens à Vienne: de même, le Frankfurter Zeitung a mené une critique amère et virulente "non pas contre les Italiens, mais contre les autorités, auxquelles les Viennois doivent de la gratitude pour la visite des aviateurs". La population n'a pas été prévenue au préalable et aucune alerte n'a été donnée à l'arrivée des aviateurs. Il n'est pas nécessaire de dire quelle catastrophe aurait pu se produire si, au lieu de proclamations, ils avaient largué des bombes. On ne sait pas comment ils ont traversé des centaines de kilomètres sans être repérés par les stations d'observation autrichiennes". L'Arbeiter Zeitung, cependant, a posé une question, qui était destinée à rester sans réponse :
Wo sind unsere D'Annunzio's?
D'Annunzio, den wir für einen aufgeblasenen Mann hielten, einen bezahlten Redner der Kriegspropaganda im großen Stil, hat sich als ein Mann erwiesen, der seiner Aufgabe gewachsen ist und ein sehr guter Fliegeroffizier. Der schwierige und anstrengende Flug, den er in seinem nicht mehr jungen Alter unternahm, beweist hinreichend den Wert des italienischen Dichters, den wir gewiss nicht gerne als Komödianten darstellen.
Und unser D'Annunzio, wo sind sie?
Auch unter uns gibt es viele, die bei Ausbruch des Krieges emphatische Gedichte deklamiert haben. Aber nicht einer von ihnen hat den Mut, Flieger zu werden!
(Arbeiter Zeitung)
Traduction :
« Où sont nos D'Annunzios ?
D'Annunzio, que nous considérions comme un homme bouffi de vanité, orateur à la solde d'une propagande de guerre grandiose, se révéla être un homme à la hauteur de la tâche et un très bon officier d'aviation. Le vol difficile et fatigant qu'il a effectué, alors qu'il n'était plus tout jeune, démontre suffisamment la valeur du poète italien que l'on n'aime certainement pas dépeindre comme un comique.
Et où sont nos D'Annunzios ?
Même parmi nous, il y a un grand nombre de ceux qui, au début de la guerre, déclamaient des poèmes emphatiques. Mais aucun d'entre eux n'a le courage de devenir un aviateur »
(Arbeiter Zeitung)

## Musique
L'auteur-compositeur-interprète Enrico Ruggeri a dédié le single "Il volo su Vienna"" de son album de 2016 Un viaggio incredibile à l'exploit de D'Annunzio.
Un an plus tard, la chanson "Rombo di giovane ala" du groupe génois Ianva (it), tirée de l'album "Canone Europeo" auquel Enrico Ruggeri lui-même participe (mais dans un autre morceau sans rapport), est également dédiée au vol au-dessus de Vienne.